# Manuel Marín
Manuel Marín González, född 21 oktober 1949 i Ciudad Real, Kastilien-La Mancha, död 4 december 2017 i Madrid, var en spansk politiker som var EU-kommissionär 1986–1999.
Marín var utbildad jurist och var sedan 1974 medlem i Spanska socialistiska arbetarpartiet (PSOE). Han var ledamot av Cortes Generales (parlamentet) underhus, Deputeradekongressen, från 1977 och var framför allt aktiv i utrikesutskottet där han var PSOE:s talesperson. Efter socialisternas valseger 1982 utnämndes Marín till statssekreterare med ansvar för relationerna till Europeiska gemenskapen (EG) och var i denna egenskap chefsförhandlare i Spaniens medlemsförhandlingar med EG.
Den 1 januari 1986 blev Spanien och Portugal medlemmar av EG och Marín och Abel Matutes blev Spaniens första kommissionärer (fram till 2004 hade de fem stora medlemsländerna två kommissionärer). Marín var under sin tid som kommissionär i Jacques Delors tre kommissioner samt i Santer-kommissionen även vice ordförande. I Delors första kommission (1985–1989) ansvarade Marín för sociala frågor, sysselsättning och utbildning och under hans tid på denna post introducerades Erasmusprogrammet, ett utbytesprogrammet för universitetsstudenter. I Delors andra kommission (1989–1993) var han bistånd- och fiskekommissionär och i Delors tredje kommission (1993–1995) samt i kommissionen Santer (1995–1999) var Marín ansvarig för bistånd och externa relationer med Medelhavsländer, Mellanöstern och Latinamerika.
När Santer-kommissionens tvingades avgå i mars 1999 efter en korruptionsskandal utnämndes Marín till ordförande i den interimskommission, Marín-kommissionen, som verkade fram till kommissionen Prodi var på plats i november samma år. Efter tiden som EU-kommissionär återvände Marín till spansk politik, blev 2000 åter invald i deputeradekongressen och var från 2004 kammarens talman.